# Arrondissementsrechtbank
De arrondissementsrechtbank is een rechtbank binnen een arrondissement. In Nederland wordt de naam niet meer gebruikt, in België nog wel. De betekenis van het woord verschilt tussen beide landen.

## Nederland
Nederland is sinds de Frans-Bataafse tijd voor de rechtspraak ingedeeld in arrondissementen. In elk arrondissement is één rechtbank voor zowel strafrecht, burgerlijk recht als bestuursrecht.
Lange tijd heetten deze rechtbanken arrondissementsrechtbank. Ze fungeerden tevens als instantie waar men in hoger beroep kon gaan tegen uitspraken van het kantongerecht, waar de 'kleinere' zaken werden behandeld.
Sinds de modernisering van het burgerlijk procesrecht  spreekt de Wet op de rechterlijke organisatie niet meer van arrondissementsrechtbank, maar wordt het eenvoudigere rechtbank gebruikt. De nieuwe benaming hing samen met het verdwijnen van de kantongerechten, die als sector kanton opgingen in de nieuwe rechtbank.
Daarmee is het begrip arrondissement niet uit de wet verdwenen. Het rechtsgebied van de rechtbank wordt nog steeds aangeduid als arrondissement. Daarvan zijn er nu nog 11, zie rechterlijke indeling van Nederland.

## België
In België zijn er in elk gerechtelijk arrondissement verschillende rechtbanken, elk met hun eigen bevoegdheden: de rechtbank van eerste aanleg, de arbeidsrechtbank en de ondernemingsrechtbank. De arrondissementsrechtbank is er om uitspraak te doen over bevoegdheidsgeschillen.

## Verenigde Staten
Amerikaanse district courts bestaan zowel binnen het Amerikaanse federale rechtssysteem, als in verschillende Amerikaanse staten.